# Емилио Деджорджис
Емилио Деджорджис или Де Джорджис (на италиански: Emilio Degiorgis, De Giorgis) е италиански офицер, генерал-лейтенант, командир на военната комисия, натоварена с реформирането и реорганизирането на османската жандармерия в Македония според Мюрцщегската реформена програма от 1904 до 1908 г.

## Биография
Роден е в 1844 година в пиемонтското градче Суза. Преди назначението му Османската империя е командир на дивизията, разположена в Каляри, Сардиния.
Деджорджис пристига в Цариград на 1 февруари 1904 година. Адютанти са му австроунгарският генерал щабен подполковник граф Салис Севис и руският полковник Фьодор Шостак, с които италианският генерал е в постоянен конфликт. В Солун пристига на 19 април 1904 година и се заема с реформирането на жандармерията в трите вилаета - Битолски, Косовски и Солунски. Деджорджис получава титлата паша, а пряк началник му е султан Абдул Хамид II. Деджорджис трябва да остане на поста си 2 години, но на практика остава до смъртта си в 1908 година. Като шеф на македонската жандармерия Деджорджис успява да формира жандармерийски елит, като смята, че задачата за борба с революционните и бандитските чети е на армията. Деджорджис прави предложение да се раздаде оръжие за самоотбрана на българските села, засегнати от нападенията на сръбски и гръцки чети, но то не е прието, а българските дипломатически представители няколко години неуспешно се опитват да постигнат прилагането му.
След смъртта си Деджорджис е сменен от генерал Марио Николис ди Робилант.